# Іларія Сальваторі
Іларія Сальваторі  (італ. Ilaria Salvatori, 5 лютого 1979) - італійська фехтувальниця, олімпійська чемпіонка та медалістка.

## Виступи на Олімпіадах
| Олімпіада   | Дисципліна       | Місце |
| ----------- | ---------------- | ----- |
| Пекін 2008  | рапіра, командні | 3     |
| Лондон 2012 | рапіра, командні | 1     |